# Mulgrew Miller
Mulgrew Miller (Greenwood, Misisipi, 13 de agosto de 1955 - Allentown, Pensilvania, 29 de mayo de 2013) fue un pianista y compositor estadounidense de jazz.

## Biografía
Miller comenzó con el piano ya de niño, recibiendo sus primeras lecciones con ocho años y acompañando a su hermano mayor en los conciertos con diez. Apasionado de todo tipo de música (blues, country, gospel, R&B, clásica), el descubrimiento de la obra de Oscar Peterson cambiaría el curso de su vida para siempre: a partir de ese momento supo que quería ser un pianista de jazz.
Sus mentores de la Memphis State University, James Williams y Donald Brown, le enseñaron a oír a los grandes, y el saxofonista Bill Easley le proporcionó su primera oportunidad profesional. A finales de los 70, Muller pasaría algún tiempo en la big band de Mercer Ellington, trabajaría con Betty Carter (1980), con el quinteto de Woody Shaw (1981-1983), con los Jazz Messengers de Art Blakey (1983-1986) y con el quinteto de Tony Williams (1986-1994). Además Miller comenzó a editar sus propias sesiones a partir de 1985, originalmente bajo el sello Landmark, y luego con Novus.
Mulgrew Miller realiza numerosas clinics en solitario o con otros pianistas, como la que llevó a cabo en 1997 en un tour japonés con un grupo de otros diez pianistas (incluyendo a Tommy Flanagan, Ray Bryant y Kenny Barron) con el nombre 100 Gold Fingers. Es miembro del Contemporary Piano Ensemble, un grupo de cuatro pianistas y sección rítmica, y ha  mantenido otros interesantes proyectos como el dúo con el viruoso contrabjaista danés NHOP. En los últimos años ha mantenido un trío con el bajista Derrick Hodge y el baterista Karriem Riggins, con quienes ha editado hasta la fecha dos álbumes: Live At Yoshi's Vol. 1 (2004) y Live At Yoshi's Vol. 2 (2005).
El 20 de mayo de 2006, Muller recibió el Doctorado Honorario por la Performing Arts del Lafayette College. Miller residía en Easton, Pensilvania.
Falleció en Allentown el 29 de mayo de 2013, a los 57 años.

## Estilo y valoración
Excelente pianista e improvisador consistente, el estilo pianístico de Mulgrew Miller recoge las enseñanzas de McCoy Tyner y Oscar Peterson. Sus más de 400 grabaciones hasta la fecha lo sitúan como uno de los pianistas de referencia en la escena del jazz contemporáneo.

## Discografía parcial

### A su nombre
- 1985:	Keys to the City (Landmark Records)
- 1986:	Work (Landmark)
- 1987:	Wingspan (32 Jazz)
- 1988:	 The Countdown (Landmark)
- 1990:	 From Day to Day (Landmark)
- 1991:	 Time and Again (Landmark)
- 1992:	 Landmarks (Landmark)
- 1992:	Hand In Hand (Novus Records)
- 1993:	With Our Own Eyes (Novus)
- 1995:	Getting to Know You (Novus)
- 2002:	The Sequel (MAXJAZZ)
- 2004:	Live At Yoshi's, Vol. 1 (MAXJAZZ)
- 2005:	Live at Yoshi's, Vol. 2 (MAXJAZZ)
- 2006:	Live at the Kennedy Center Vol. 1 (MAXJAZZ)
- 2007:	Live at the Kennedy Center: Vol. 2 (MAXJAZZ)

### Como acompañante
con Art Blakey
- New York Scene (1984)
- Blue Night (1985)
- Live at Kimball's (1985)
- Live at Sweet Basil (1985)

con Stefon Harris
- A Cloud of Red Dust (1998)

con Betty Carter
- It's Not About the Melody (1992)

con Ron Carter
- The Golden Striker (2003)

con Kenny Garrett
- Introducing Kenny Garrett (1985)
- Garrett 5 (1989)
- African Exchange Student (1990)
- Beyond The Wall (2006)

con Antonio Hart
- For the First Time (1991)

con Freddie Hubbard y Woody Shaw
- Double Take (1985)

con Joe Lovano
- Live at the Village Vanguard (1995)

con Charles McPherson
- Come Play con Me (1995)

con Lewis Nash
- Jazz Museum - Tribute to Great Artists (2008)

con Nicholas Payton
- From This Moment (1994)

con Wallace Roney
- Verses (1987)
- Intuition (1988)
- The Standard Bearer (1989)

con Woody Shaw
- Live Volume 3 (1977)
- Master of the Art (1982)

Con Terell Stafford
- New Beginnings (2003)

Con Myron Walden
- Hypnosis (1996)

Con John Stubblefield
- Confessin'  (Soul Note, 1984)
- Countin’ the Blues (Enja Records, 1987)

Con Tony Williams
- Foreign Intrigue (1986)
- Civilization (1987)
- Angel Street (1988)
- Native Heart (1990)

Con Cassandra Wilson
- Blue Skies (JMT, 1988)

Con Warren Wolf
- Incredible Jazz Vibes (2005)
- Black Wolf (2009)